# Pentapetes phoenicea
Pentapetes phoenicea är en malvaväxtart som beskrevs av Carl von Linné. Pentapetes phoenicea ingår i släktet Pentapetes och familjen malvaväxter. Inga underarter finns listade i Catalogue of Life.

## Bildgalleri

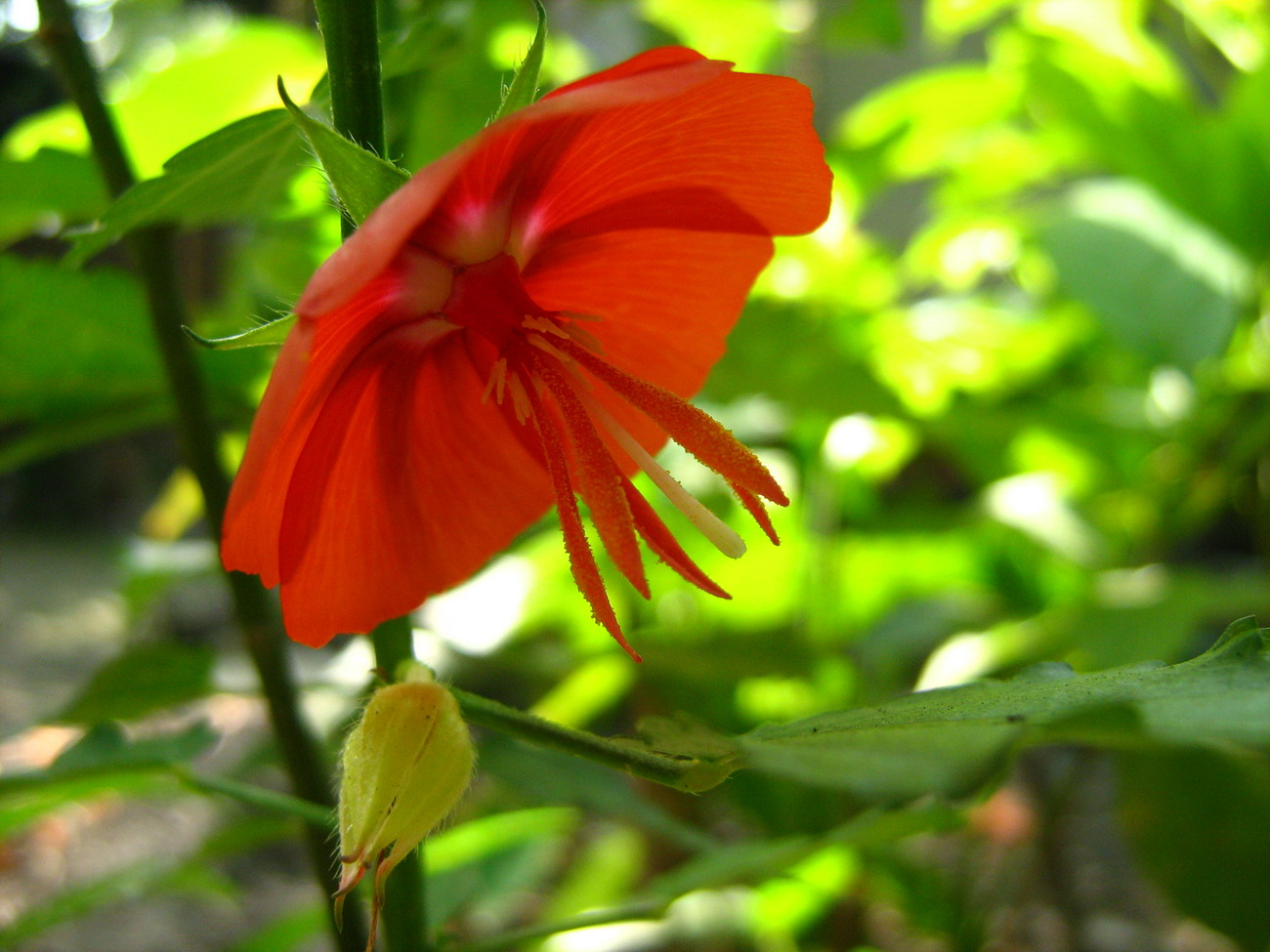
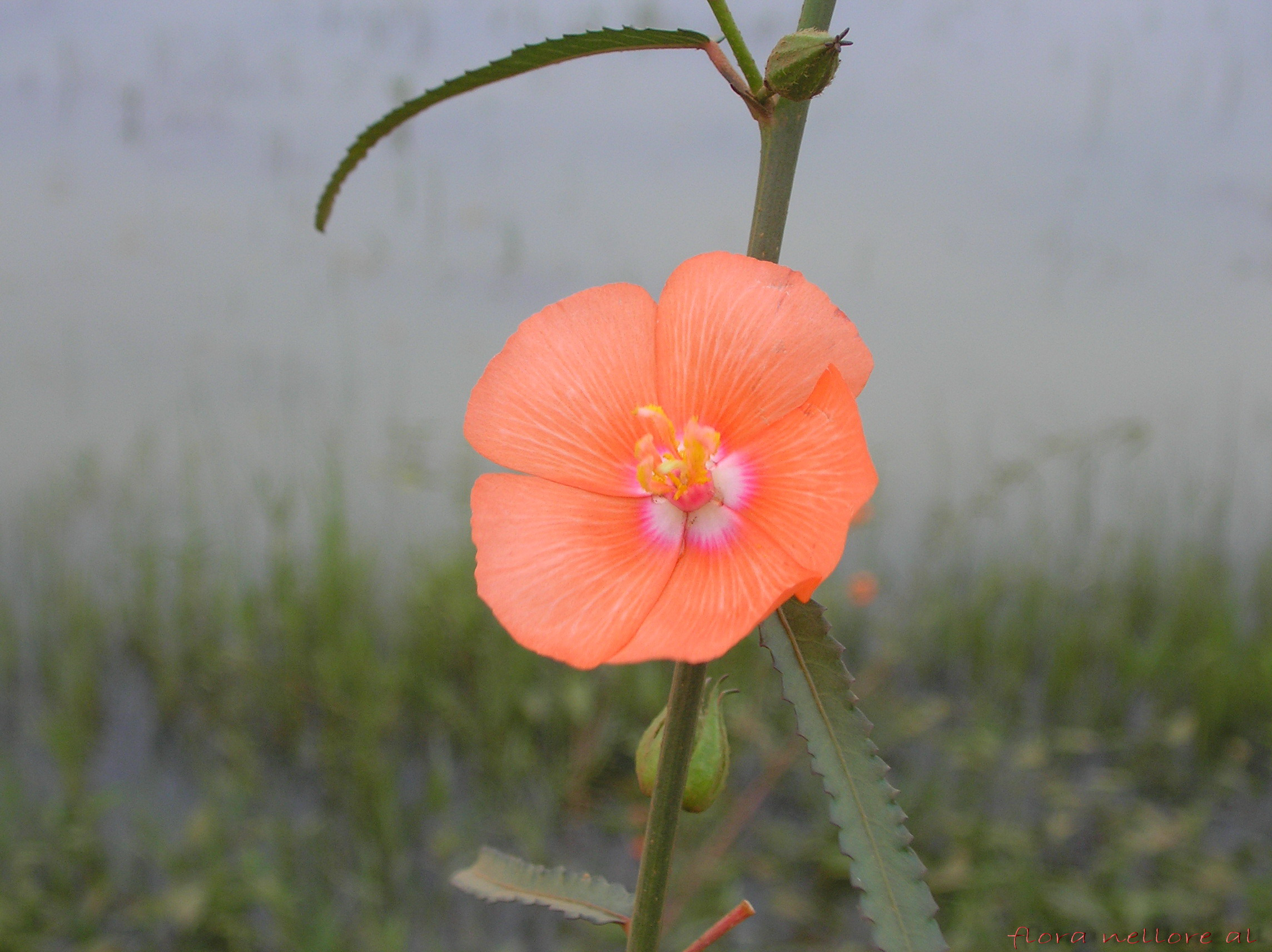
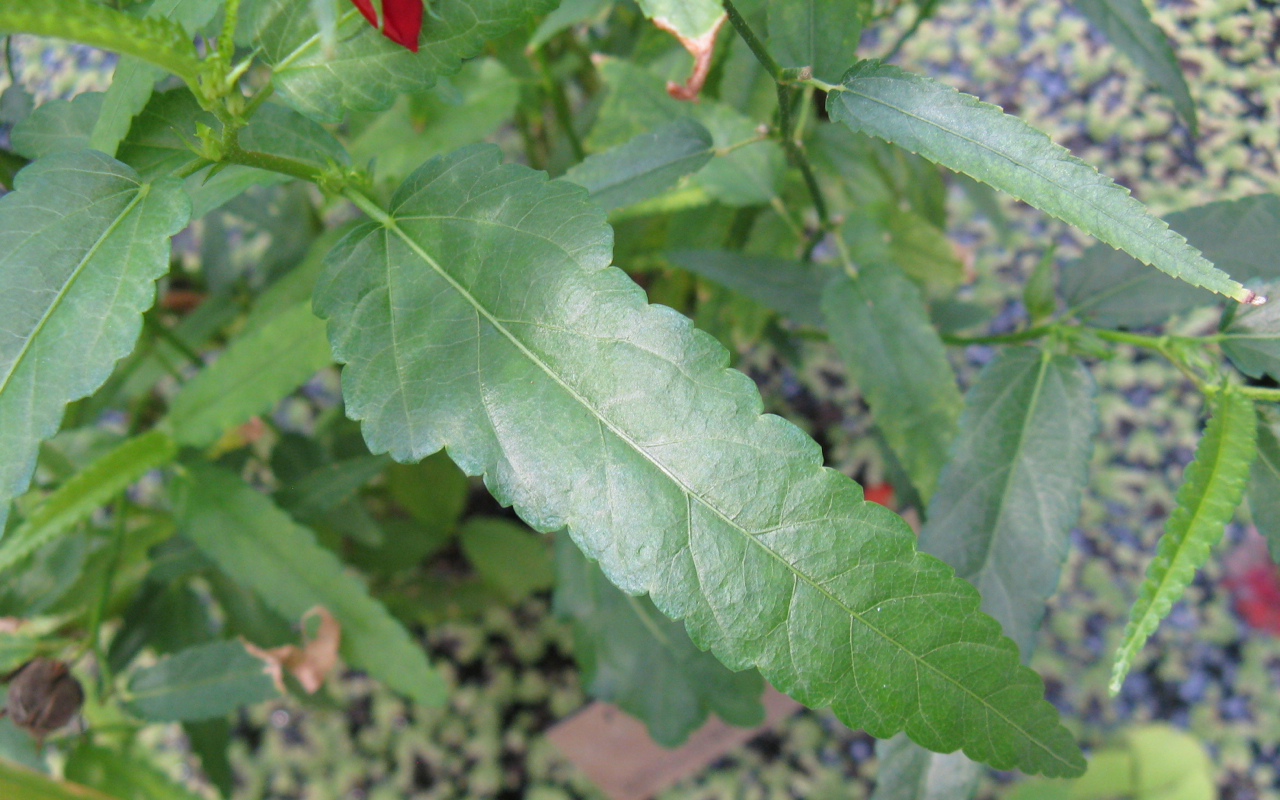
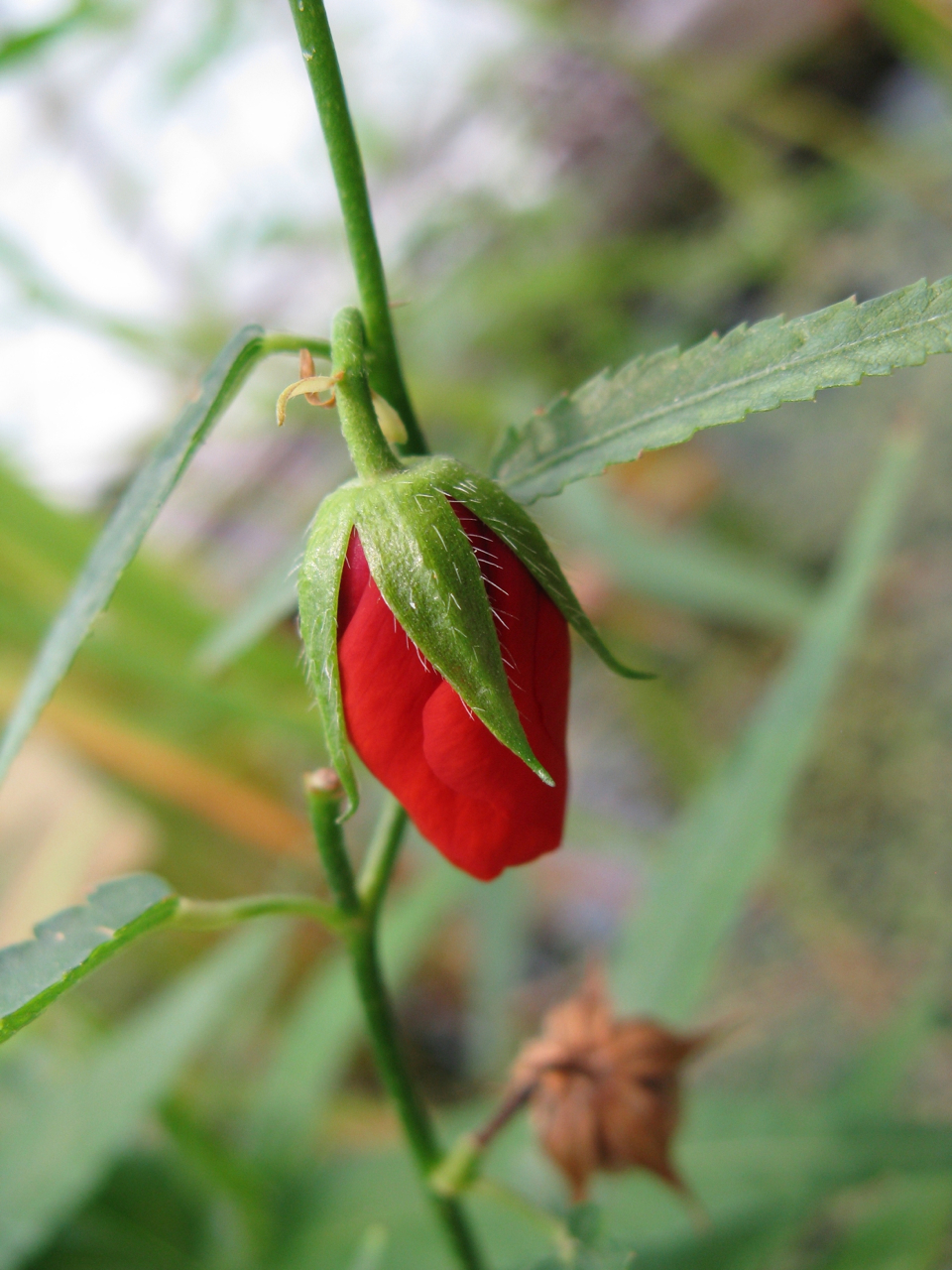
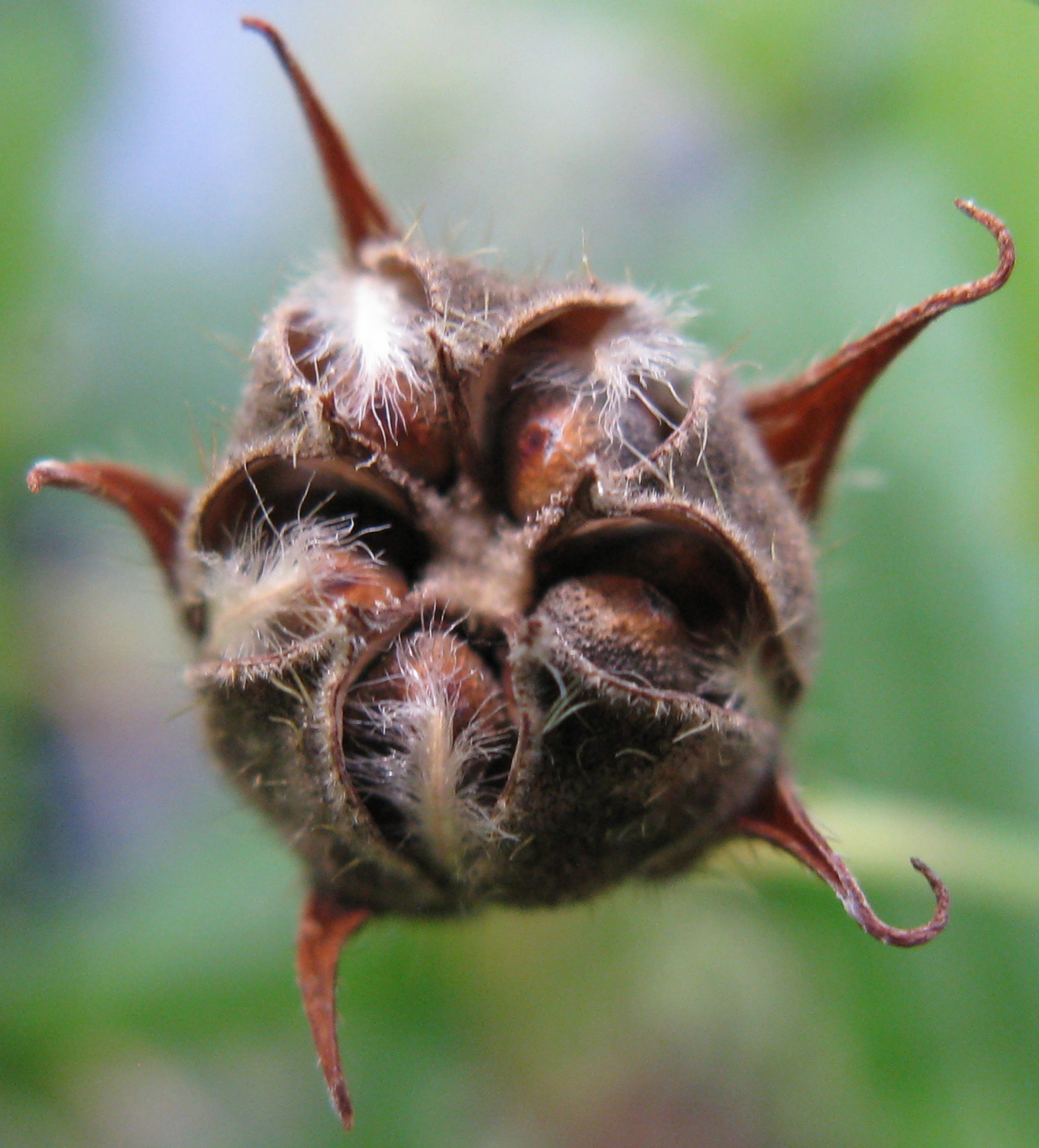
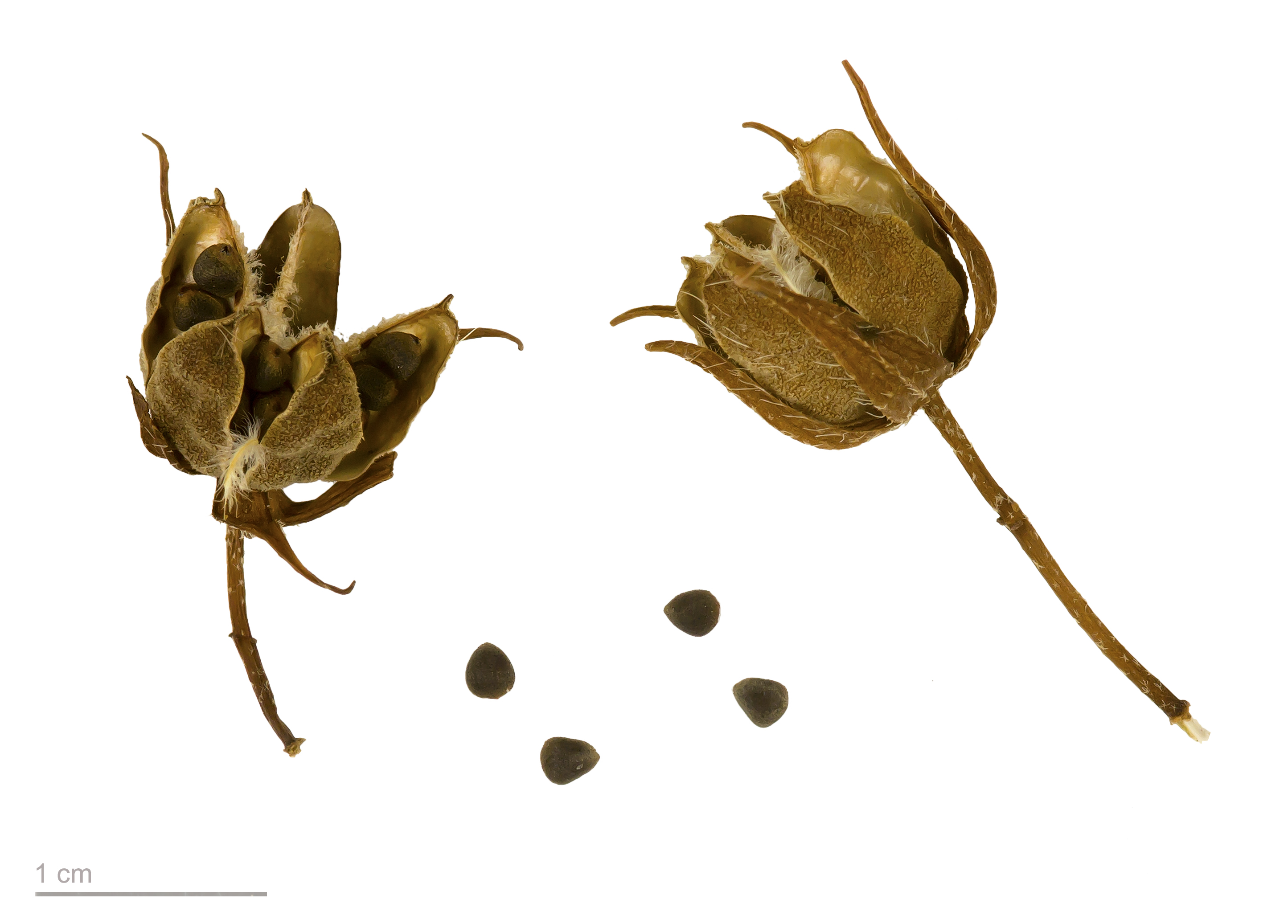
Pentapetes phoenicea - Museum specimen